# ゴクリ
ゴクリ（Gollum、ゴラム、第三紀2430年? - 3019年3月25日）は、J・R・R・トールキンの中つ国を舞台とした小説『ホビットの冒険』『指輪物語』の登場人物。
ゴクリと表記しているのは日本語版小説のみ（喉を鳴らすGollumという呼び名を日本語的にしたため）であり、映画『ロード・オブ・ザ・リング』シリーズでは英語名に近いゴラムで表記される。

## 人物

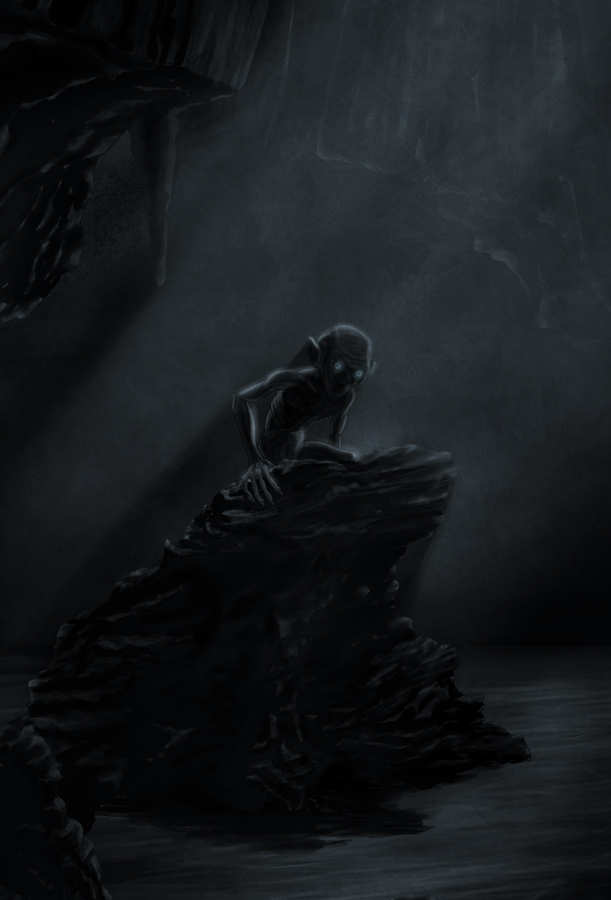
ゴクリ

アンドゥインのほとりに住んでいたホビットの三支族の一つである水に親しむストゥア族の一人といわれ、本来の名前は「スメアゴル」（Sméagol）といった。元は容貌も醜くなく決して邪悪な存在ではなかったが、一つの指輪が持つ魔力に影響され、狡猾さや残忍さを身に付けてしまい、最後にはこのために命を落とした。しかし結果的に、かれの狡猾で残忍な性格が指輪を破壊する一助にもなっており、二つの物語でも象徴的な存在として描かれている。
「ゴクリ」という名前は、彼の「呑み込むような不快な音を喉から出す癖」から故郷のホビット達から名づけられた。偶然一つの指輪を川の中で発見した友人のデアゴルを殺してこれを強奪。長らく所有した結果、指輪の力によりかれの寿命は何倍にも引き延ばされ、姿形も変わってしまう。霧ふり山脈のゴブリン（オーク）洞穴の奥深くにある地底湖で魚やゴブリンを捕らえては食べながらひっそりと暮らしていたが、『ホビットの冒険』でビルボ・バギンズによってこの指輪を奪われ、以後失った指輪を探し回る。『指輪物語』では鍵となるキャラクターである。言葉の端々に "s" を執拗にくっつける奇癖を有しており、日本語訳では「ススス」と声を上げたり、「ひ」を「し」と発音するように描写されている。

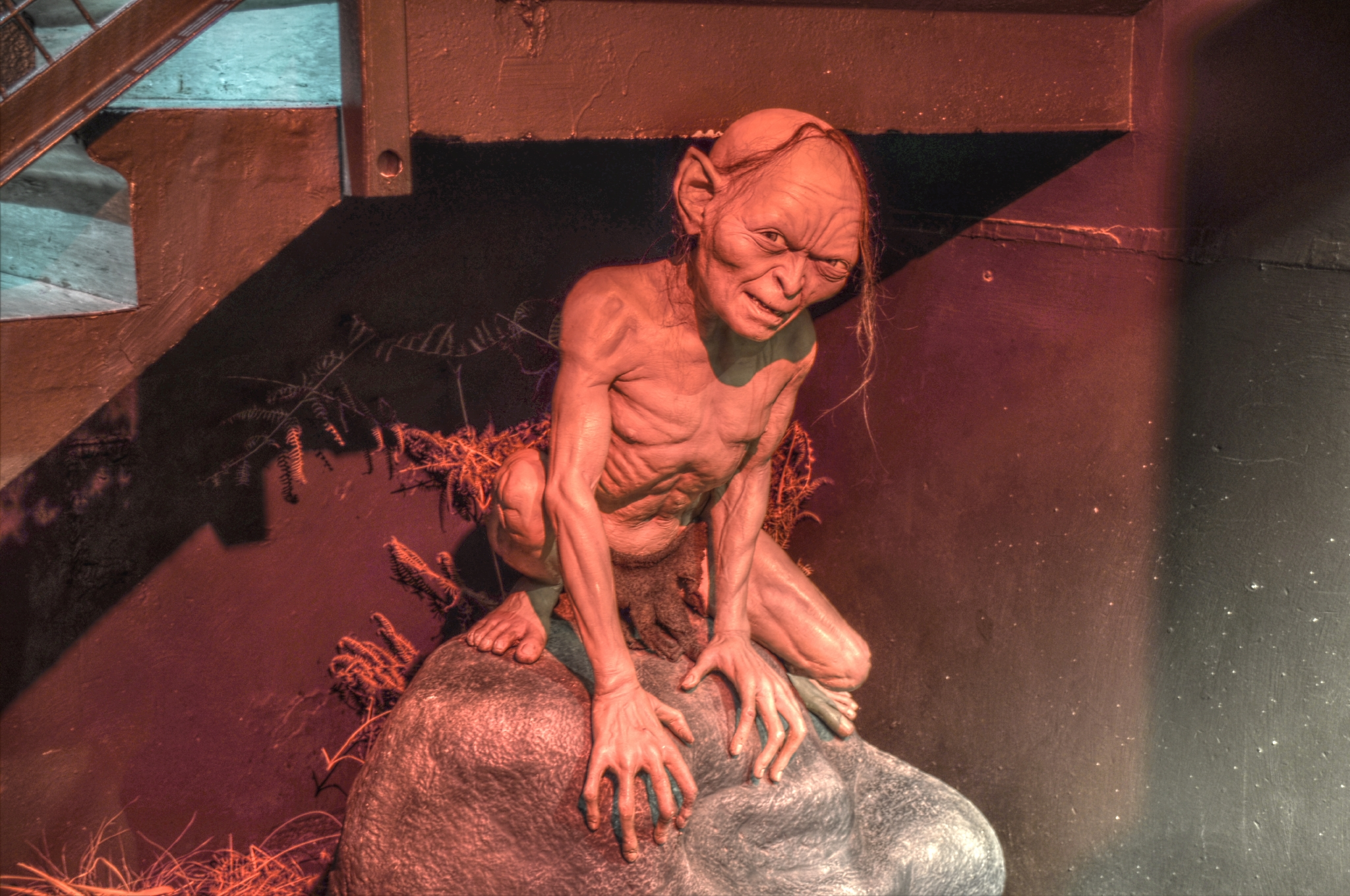
実写映画版のゴラム

骨と皮ばかりに痩せており、目ばかりがぎょろりとした姿で頭髪・体毛はほとんど失われ、手足の感覚は鋭く木登りが得意な他、壁面を貼り付くように移動することができる。泳ぎもうまく、水音を立てずに泳ぐのも上手だが、これだけでもおよそホビットらしからぬ性質と言える。日の光を嫌う他、火を通した料理を受け付けず、また匂いに敏感で、特にエルフを思い出させる匂いや味には強い拒絶反応を示す。心身とも指輪の力で変化してしまった後遺症かもしれない。
指輪の邪悪な力に影響されたのと、地底で永い間を孤独に暮らしていたことから精神を病んでいる。この孤独な暮らしからか二重人格的な行動を取り、自分のことを「わしら」（We）と呼んだり、独り言の相手や他人や一つの指輪のことまでも、話し掛ける相手は皆「いとしいしと」（My Preciouss）と呼んでいた。指輪を失ったことで「いとしいしと」と固執する相手は指輪のみとなった。
指輪を失った後は放浪を続け、その黒く捻じ曲がった心から冥王や他の強力な力を持つ残忍な者の意思により、指輪への渇望を抱いていた。ビルボの相続人で指輪継承者となったフロド・バギンズとは、『指輪物語』を通じて関係を持つようになるが、一頃は指輪の威を借りたとはいえフロドに対して敬愛に似た感情を抱いていたかのような行動も見せた。しかしモルドールに近付くにつれて指輪への渇望に抗し難くなり、裏切りを経て離別、再びフロドを付け狙った。
フロドに同行してモルドールに近付くにつれて精神的に更に追いこまれたためか、ついには「スメアゴル」と「ゴクリ」という人格に分離、僅かながら良心を残すが臆病で卑屈なスメアゴルと、粗暴で陰湿なゴクリのやり取りは、作中にて一つの見せ場となる。『ロード・オブ・ザ・リング』では原作よりも哀れさと醜さを誘う存在となり、ガンダルフの言う「情け（pity）」が強調されている。

## 容姿の描写

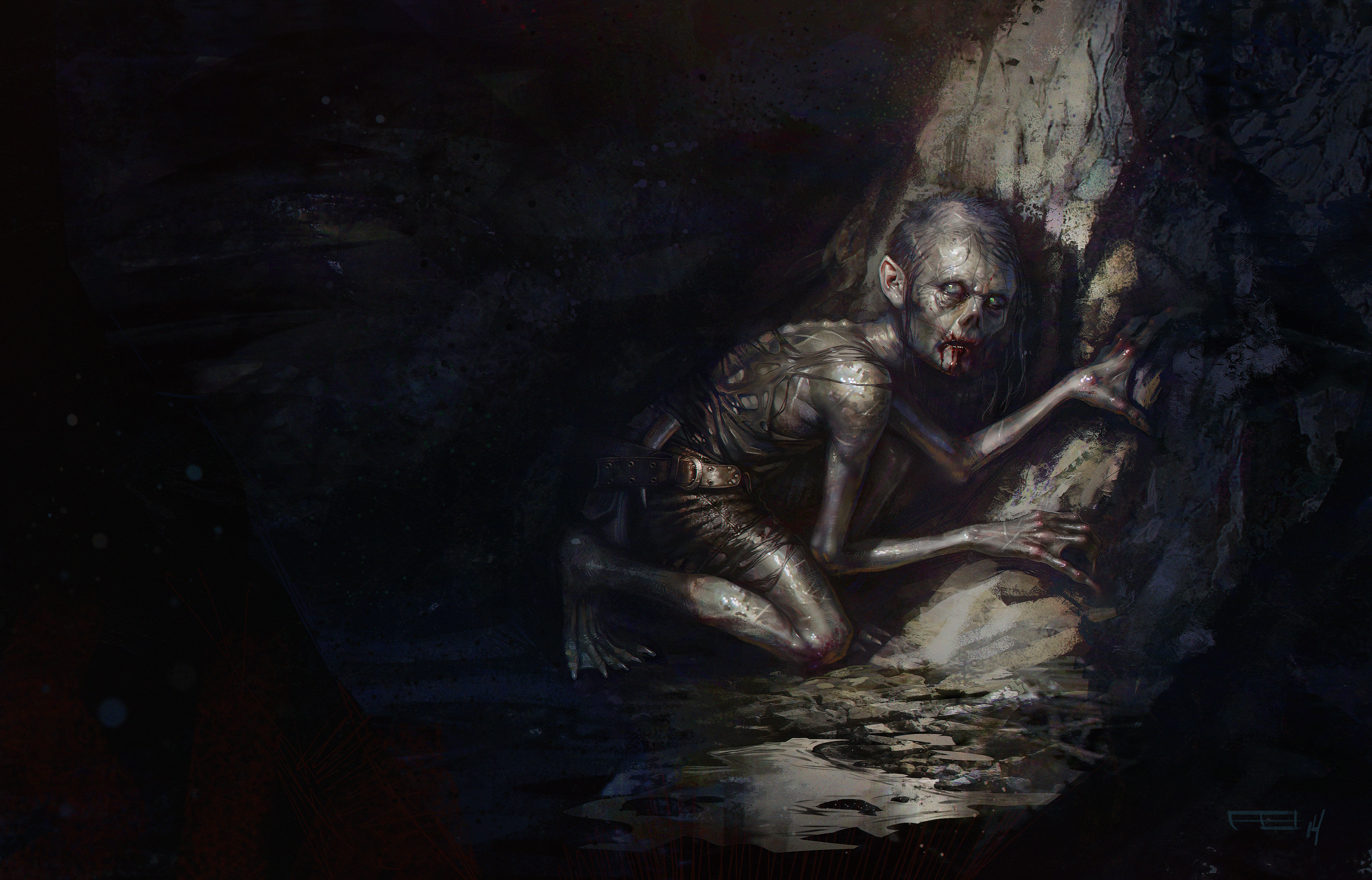
ゴクリ

1966年に Gene Deitchによって描かれた作品中では、まるで白カビに全身を覆われた様な形容しがたい奇々怪々な生物であった。
1978年のアニメ化作品におけるゴクリの容姿は、まるでカエルか何かのように肌が黒緑に変色し、目も異常なほどに大きく、水かきも持ち、とてもではないがホビット族とは思えないような姿になっている。
実写映像作品中では、後に第三紀に猛威を振るった黄金竜スマウグでもとられた措置だが、当初のイメージよりも小さく、また凶悪さを減らして描かれたとされる。これは、彼のキャラクターをより際立たせる意図があったからである。それ以前までは、ゴラムはより巨大で恐ろしい生き物として描かれるのが一般的であった。
トールキン直筆による「サンタ・クロースからの手紙」の挿絵の片隅には、ゴクリと思われる青白く目の大きな生物が小さく描かれている。実写ではこれを参考にしたものと思われる。

## その他
映画『ロード・オブ・ザ・リング/二つの塔』において、一つの指輪に魂を蝕まれ、完全に支配され、まるでスメアゴルの様に堕落した未来のフロド・バギンズを描く場面があったが、撮影はされたものの完成作品からは除外された。この状態のフロドは通称 Gollum-Frodo と呼ばれていた。
アメリカン・フィルム・インスティチュート（AFI）が企画した「AFIアメリカ映画100年シリーズ」の『アメリカ映画の名セリフベスト100』では、彼のセリフ「My Preciouss」（「愛しいしと」）は85位にランク入りしている。
アメリカのサメ分類学者であるレオナルド・コンパーニョは、1973年に当時ドチザメ属に分類されていたトガリドチザメの属名をトガリドチザメ属という新しいものに変更する際、『細く痩せた容姿と深海という暗い海域で生活する様子』からゴクリを連想し、英語名である『Gollum』を学名として与えた。
研究分野において研究資源の独占や研究機会を奪うことで研究を妨害する行為（アカデミックハラスメント）を、指輪への強い執着心を持つゴクリになぞらえて「ゴラム効果（Gollum effect）」と呼ぶ。